# Limni Plastira
Limni Plastira (griego: Λίμνη Πλαστήρα) es un municipio de la República Helénica perteneciente a la unidad periférica de Karditsa de la periferia de Tesalia.
El municipio se formó en 2011 mediante la fusión de los antiguos municipios de Nevrópoli Agrafon y Plastiras, que pasaron a ser unidades municipales. La capital del municipio es la villa de Morfovouni en la unidad municipal de Plastiras. El municipio tiene un área de 198,35 km².
En 2011 el municipio tenía 4635 habitantes.
Comprende un conjunto de localidades rurales en torno al lago Plastíra, lago artificial del cual toma el municipio su nombre.